# Немрут
Немрут или Немруд (турски : Nemrut Dağı, јерменски : Նեմռութ սար) је  планина на југоистоку Турске, висока 2.134 метра. Налази се 40 км северно од града Кахте, у близини Адијамана. Немрут је најпознатији по археолошким остацима великог броја скулптура у близини његовог врха, за које се верује да су остаци краљевске гробнице Антиох I од Комагене из 1. века пре нове ере. Због тога је 1987. године уписан на УНЕСЦО-ву листу.

## Историја
Након пропасти Селеукидског царства, које су Римљани уништили 189. пре нове ере у бици код Магнезије једано од његових наследника било је краљевство Комагена, које се простирало од планине Таурус до Еуфрата . Како је ово царство насељавало изузетно разнолико становништво, од 62. до 38. пре нове ере, краљ Антиох I извео је амбициозан верски програм који је обухватио култ грчких и персијских богова, али и Антиохову породицу. Вероватно је то био покушај уједињења мултиетничког царства како би се осигурала династија његове породице  .
Антиох је пропагирао овај култ среће и спасења, а његово централно место било је светилиште на врху Немрута са својим колосалним скулптурама. Иако је култ кратко трајао, многи антиохијски наследници подигли су своје гробнице у близини њега.
Данас је ово светилиште туристичка атракција која привлачи све више посетилаца.

## Опис
Године . 62. пре нове ере, краљ Антиох I од Комагена саградио је на врху планине Немрут гробницу уоквирену колосалним скулптурама високим око 8-9 метара које су га представљале, два лава, два орла и разне грчке, јерменске и персијске богове, попут Херкула - Веретрагна, Зевс - Ахура Мазда, Тихе и Аполон - Митра . Скулптуре су биле у седећем положају, а њихова имена су уклесана на постољима. Главе су им на крају одвојене од тела, највероватније током хришћанског иконоборства, а данас леже раштркане по читавом локалитету. Даљем уништавању скулптура доприноси и то што  скулптуре сваке године проведу пола године под снегом.
Постојао је и фриз од којег је остало само неколико плочица на којима су приказани Антиохови преци који су га повезали са Грцима и Персијанцима . Слични прикази предака могу се видети и на кружном тумулу у Немруту који је висок 49 метара и пречник 152 метра. Скулптуре имају хеленизована лица, али перзијске униформе и фризуре.
На западној тераси налази се велика плоча са лавом и распоредом планета Јупитер, Меркур и Марс какав је био 7. септембра 62. пре нове ере. Вероватно назнака датума почетка изградње храма.